# Nolwenn Corre
Nolwenn Corre, née le 26 février 1990, est une cheffe cuisinière française.
Le restaurant Hostellerie de la Pointe Saint-Mathieu dont elle est cheffe a obtenu une étoile au Guide Michelin en janvier 2019. Cela fait de Nolwenn Corre une des rares femmes chef étoilées en France.

## Parcours
Nolwenn Corre grandit à Plougonvelin au dessus de l'hôtel Hostellerie de la Pointe Saint-Mathieu tenu par ses parents Brigitte et Philippe Corre depuis 1988 et ouvert par ses grands-parents Émile et Francine Corre en 1954. Elle effectue des études secondaires en hôtellerie-restauration au lycée du Paraclet à Quimper au cours duquel elle effectue un stage auprès du Meilleur ouvrier de France Jean-Luc L’Hourre à l'Auberge des abers à Lannilis. Cette expérience est une révélation pour Nolwenn qui décide de s'orienter vers la cuisine gastronomique. Son BTH obtenu en 2008, elle part se former en apprentissage à l'Institut Paul Bocuse et se forme également avec Yannick Alléno au Meurice. Elle travaille ensuite avec Christian Le Squer au Pavillon Ledoyen à Paris puis elle retrouve Jean-Luc L’Hourre en travaillant pendant deux ans au Marinca en Corse.
En 2015, à l'âge de vingt-cinq ans, elle reprend les rênes du restaurant tenus auparavant par son père qu'elle fait évoluer en restaurant gastronomique, avec son frère Tanguy Corre. Elle ouvre également le Bistrot 54.
En 2018, le Restaurant de la Pointe Saint-Mathieu et rebaptisé Hostellerie de la Pointe Saint-Mathieu.
Le 22 janvier 2019, le restaurant Hostellerie de la Pointe Saint-Mathieu obtient une étoile au Guide Michelin.